# Danh sách cầu thủ tham dự World Cup Cricket 2011
Đây là danh sách các đội tham dự World Cup Cricket 2011.

## Bảng A

### Australia
Huấn luyện viên:  Tim Nielsen
| Số áo | Vận động viên       | Ngày sinh                   | ODIs | Batting | Kiểu ném                  | List A team       |
| ----- | ------------------- | --------------------------- | ---- | ------- | ------------------------- | ----------------- |
| 14    | Ricky Ponting (c)   | 19 tháng 12, 1974 (36 tuổi) | 352  | Right   | Right-arm Medium/Offbreak | Tasmania          |
| 57    | Brad Haddin (wk)    | 23 tháng 10, 1977 (33 tuổi) | 70   | Right   | None                      | New South Wales   |
| 33    | Shane Watson        | 17 tháng 6, 1981 (29 tuổi)  | 118  | Right   | Right-arm Fast Medium     | New South Wales   |
| 23    | Michael Clarke (vc) | 2 tháng 4, 1981 (29 tuổi)   | 183  | Right   | Slow Left-arm Orthodox    | New South Wales   |
| 12    | Callum Ferguson1    | 21 tháng 11, 1984 (26 tuổi) | 28   | Right   | Right-arm Medium          | South Australia   |
| 29    | David Hussey        | 15 tháng 7, 1977 (33 tuổi)  | 24   | Right   | Right-arm Offbreak        | Victoria          |
| 7     | Cameron White       | 18 tháng 8, 1983 (27 tuổi)  | 73   | Right   | Right-arm Googly          | Victoria          |
| 36    | Tim Paine (wk)      | 8 tháng 12, 1984 (26 tuổi)  | 24   | Right   | Right-arm Medium          | Tasmania          |
| 49    | Steven Smith        | 2 tháng 6, 1989 (21 tuổi)   | 10   | Right   | Right-arm Legbreak        | New South Wales   |
| 41    | John Hastings       | 4 tháng 11, 1985 (25 tuổi)  | 2    | Right   | Right-arm Fast Medium     | Victoria          |
| 25    | Mitchell Johnson    | 2 tháng 11, 1981 (29 tuổi)  | 86   | Left    | Left-arm Fast             | Western Australia |
| 58    | Brett Lee           | 8 tháng 11, 1976 (34 tuổi)  | 187  | Right   | Right-arm Fast            | New South Wales   |
| 32    | Shaun Tait          | 22 tháng 2, 1983 (27 tuổi)  | 25   | Right   | Right-arm Fast            | South Australia   |
| 18    | Jason Krejza2       | 14 tháng 1, 1983 (28 tuổi)  | 1    | Right   | Right-arm Off-break       | Tasmania          |
| 4     | Doug Bollinger      | 24 tháng 7, 1981 (29 tuổi)  | 27   | Left    | Left-arm Fast Medium      | New South Wales   |

1,2 Ferguson và Krezja replaced Michael Hussey và Nathan Hauritz bị chấn thương.

### Canada
Huấn luyện viên:  Pubudu Dassanayake
| Số áo | Vận động viên         | Ngày sinh                   | ODIs | Batting | Kiểu ném                  | Câu lạc bộ       |  |
| ----- | --------------------- | --------------------------- | ---- | ------- | ------------------------- | ---------------- |  |
|       | Ashish Bagai (c) (wk) | 26 tháng 1, 1982 (29 tuổi)  | 54   | Right   | None                      | Ontario          |  |
|       | Rizwan Cheema (vc)    | 15 tháng 8, 1978 (32 tuổi)  | 21   | Right   | Right-arm Medium          | Ontario          |  |
|       | Harvir Baidwan        | 31 tháng 7, 1987 (23 tuổi)  | 19   | Right   | Right-arm Medium          | Ontario          |  |
|       | Balaji Rao            | 4 tháng 3, 1978 (32 tuổi)   | 4    | Left    | Right-arm Legbreak        | Ontario          |  |
|       | John Davison          | 9 tháng 5, 1970 (40 tuổi)   | 27   | Right   | Right-arm Offbreak        | Toronto          |  |
|       | Parth Desai           | 11 tháng 12, 1990 (20 tuổi) | 9    | Right   | Slow Left-arm Orthodox    | Ontario          |  |
|       | Tyson Gordon          | 31 tháng 1, 1982 (29 tuổi)  | 0    | Left    | Right-arm Fast-medium     | Alberta          |  |
|       | Ruvindu Gunasekera    | 20 tháng 7, 1991 (19 tuổi)  | 3    | Left    | Right-arm Legbreak Googly | Ontario          |  |
|       | Amabhir Hansra        | 29 tháng 12, 1984 (26 tuổi) | 7    | Right   | Right-arm Offbreak        | British Colombia |  |
|       | Khurram Chohan        | 22 tháng 2, 1980 (30 tuổi)  | 15   | Right   | Right-arm Fast-medium     | Alberta          |  |
|       | Nitish Kumar          | 21 tháng 5, 1994 (16 tuổi)  | 5    | Right   | Right-arm Offbreak        | Ontario          |  |
|       | Henry Osinde          | 17 tháng 10, 1978 (32 tuổi) | 34   | Right   | Right-arm Medium-fast     | Ontario          |  |
|       | Hiral Patel           | 10 tháng 8, 1991 (19 tuổi)  | 12   | Right   | Slow Left-arm Orthodox    | Ontario          |  |
|       | Zubin Surkari         | 26 tháng 2, 1980 (30 tuổi)  | 15   | Right   | Right-arm Medium          | Ontario          |  |
|       | Karl Whatham          | 27 tháng 8, 1981 (29 tuổi)  | 0    | Right   | Right-arm Offbreak        | British Columbia |  |
|       | Hamza Tariq (wk)      | 21 tháng 7, 1990 (20 tuổi)  | 0    | Right   | None                      | British Colombia |  |

### Kenya
Huấn luyện viên:  Eldine Baptiste
| Số áo | Vận động viên     | Ngày sinh                   | ODIs | Batting | Kiểu ném               | Câu lạc bộ       |
| ----- | ----------------- | --------------------------- | ---- | ------- | ---------------------- | ---------------- |
|       | Jimmy Kamvàe (c)  | 12 tháng 12, 1978 (32 tuổi) | 81   | Right   | Right-arm Offbreak     | Nairobi Gymkhana |
|       | Maurice Ouma (wk) | 8 tháng 11, 1982 (28 tuổi)  | 67   | Right   | None                   | Western Chiefs   |
|       | Tantháng 5 Mishra | 22 tháng 12, 1986 (24 tuổi) | 29   | Right   | Right-arm Medium       | Nairobi Gymkhana |
|       | James Ngoche      | 29 tháng 1, 1988 (23 tuổi)  | 9    | Right   | Right-arm Offbreak     | Western Chiefs   |
|       | Alex Obvàa        | 25 tháng 12, 1987 (23 tuổi) | 37   | Right   | Right-arm Medium       | Eastern Aces     |
|       | Collins Obuya     | 27 tháng 7, 1981 (29 tuổi)  | 86   | Right   | Right-arm Legbreak     | Western Chiefs   |
|       | David Obuya (wk)  | 14 tháng 8, 1979 (31 tuổi)  | 67   | Right   | None                   | Northern Nomads  |
|       | Nehemiah Odhiambo | 7 tháng 8, 1983 (27 tuổi)   | 53   | Right   | Right-arm Medium-fast  | Southern Stars   |
|       | Thomas Odoyo      | 12 tháng 5, 1978 (32 tuổi)  | 129  | Right   | Right-arm Medium-fast  | Southern Rocks   |
|       | Peter Ongondo     | 10 tháng 2, 1977 (34 tuổi)  | 77   | Right   | Right-arm Medium-fast  | Western Chiefs   |
|       | Elijah Otieno     | 3 tháng 1, 1988 (23 tuổi)   | 16   | Right   | Right-arm Medium-fast  | Eastern Aces     |
|       | Rakep Patel       | 12 tháng 7, 1989 (21 tuổi)  | 23   | Right   | Right-arm Offbreak     | Northern Nomads  |
|       | Steve Tikolo      | 25 tháng 6, 1971 (39 tuổi)  | 129  | Right   | Right-arm Offbreak     | Southern Rocks   |
|       | Seren Waters      | 11 tháng 4, 1990 (20 tuổi)  | 14   | Left    | Right-arm Legbreak     | Surrey           |
|       | Shem Ngoche       | 6 tháng 6, 1989 (21 tuổi)   | 5    | Right   | Slow Left-arm Orthodox | Northern Nomads  |

### New Zealand
Huấn luyện viên:  John Wright
| Số áo | Vận động viên         | Ngày sinh                   | ODIs | Batting | Kiểu ném               | List A team        |
| ----- | --------------------- | --------------------------- | ---- | ------- | ---------------------- | ------------------ |
| 11    | Daniel Vettori (c)    | 27 tháng 1, 1979 (32 tuổi)  | 263  | Left    | Slow Left-arm Orthodox | Northern Districts |
| 42    | Brendon McCullum (wk) | 27 tháng 9, 1981 (29 tuổi)  | 178  | Right   | Right-Arm Medium       | Otago              |
| 52    | Hamish Bennett        | 22 tháng 2, 1987 (23 tuổi)  | 2    | Left    | Right-Arm Fast-Medium  | Canterbury         |
| 70    | James Franklin        | 7 tháng 11, 1980 (30 tuổi)  | 78   | Left    | Left-Arm Fast-Medium   | Wellington         |
| 31    | Martin Guptill        | 30 tháng 9, 1986 (24 tuổi)  | 38   | Right   | Right-Arm Offbreak     | Aucklvà            |
| 16    | Jamie How             | 19 tháng 5, 1981 (29 tuổi)  | 35   | Right   | Right-arm Offbreak     | Central Districts  |
| 15    | Nathan McCullum       | 1 tháng 9, 1980 (30 tuổi)   | 15   | Right   | Right-Arm Offbreak     | Otago              |
| 37    | Kyle Mills            | 15 tháng 3, 1979 (31 tuổi)  | 123  | Right   | Right-Arm Fast-Medium  | Aucklvà            |
| 24    | Jacob Oram            | 28 tháng 7, 1978 (32 tuổi)  | 141  | Left    | Right-Arm Medium       | Central Districts  |
| 77    | Jesse Ryder           | 6 tháng 8, 1984 (26 tuổi)   | 24   | Left    | Right-Arm Medium       | Wellington         |
| 38    | Tim Southee           | 11 tháng 11, 1988 (22 tuổi) | 38   | Right   | Right-Arm Fast-Medium  | Northern Districts |
| 56    | Scott Styris          | 10 tháng 7, 1975 (35 tuổi)  | 174  | Right   | Right-Arm Medium       | Northern Districts |
| 3     | Ross Taylor           | 8 tháng 3, 1984 (26 tuổi)   | 93   | Right   | Right-arm Offbreak     | Central Districts  |
| 22    | Kane Williamson       | 8 tháng 8, 1990 (20 tuổi)   | 9    | Right   | Right-Arm Offbreak     | Northern Districts |
| 58    | Luke Woodcock         | 19 tháng 3, 1982 (28 tuổi)  | 1    | Left    | Slow Left-arm Orthodox | Wellington         |

### Pakistan
Huấn luyện viên:  Waqar Younis
| Số áo | Vận động viên      | Ngày sinh                   | ODIs | Batting | Kiểu ném                  | List A team |
| ----- | ------------------ | --------------------------- | ---- | ------- | ------------------------- | ----------- |
| 10    | Shahid Afridi(c)   | 1 tháng 3, 1980 (30 tuổi)   | 306  | Right   | Right-arm Legbreak Googly | Karachi     |
| 22    | Misbah-ul-Haq (vc) | 28 tháng 5, 1974 (36 tuổi)  | 58   | Right   | Right-arm Legbreak        | Faisalabad  |
| 23    | Kamran Akmal (wk)  | 13 tháng 1, 1982 (29 tuổi)  | 123  | Right   | None                      | Lahore      |
| 12    | Abdul Razzaq       | 2 tháng 12, 1979 (31 tuổi)  | 248  | Right   | Right-arm Fast-medium     | Lahore      |
| 36    | Abdur Rehman       | 1 tháng 3, 1980 (30 tuổi)   | 14   | Left    | Slow Left-arm Orthodox    | Sialkot     |
| 19    | Ahmed Shehzad      | 23 tháng 11, 1991 (19 tuổi) | 4    | Right   | Right-arm Legbreak        | Lahore      |
| 81    | Asad Shafiq        | 28 tháng 1, 1986 (25 tuổi)  | 10   | Right   | Right-arm Legbreak        | Karachi     |
| 8     | Mohammad Hafeez    | 17 tháng 10, 1980 (30 tuổi) | 58   | Right   | Right-arm Offbreak        | Faisalabad  |
| 50    | Saeed Ajmal        | 14 tháng 10, 1977 (33 tuổi) | 35   | Right   | Right-arm Offbreak        | Faisalabad  |
| 14    | Shoaib Akhtar      | 13 tháng 8, 1975 (35 tuổi)  | 157  | Right   | Right-arm Fast            | Islamabad   |
| 51    | Junaid Khan1       | 24 tháng 12, 1989 (21 tuổi) | 0    | Right   | Left-arm Medium-fast      | Abbottabad  |
| 96    | Umar Akmal         | 26 tháng 5, 1990 (20 tuổi)  | 24   | Right   | None                      | Lahore      |
| 55    | Umar Gul           | 14 tháng 4, 1984 (26 tuổi)  | 75   | Right   | Right-arm Fast-medium     | Peshawar    |
| 47    | Wahab Riaz         | 28 tháng 6, 1985 (25 tuổi)  | 9    | Right   | Left-arm Fast-medium      | Lahore      |
| 75    | Younis Khan        | 29 tháng 11, 1977 (33 tuổi) | 207  | Right   | Right-arm Legbreak        | Surrey      |

1 Junaid Khan replaced Sohail Tanvir, who was originally selected before pulling out due to injury.

### Sri Lanka
Huấn luyện viên:  Trevor Bayliss
| Số áo | Vận động viên             | Ngày sinh                   | ODIs | Batting | Kiểu ném                     | List A team |
| ----- | ------------------------- | --------------------------- | ---- | ------- | ---------------------------- | ----------- |
| 11    | Kumar Sangakkara (wk) (c) | 27 tháng 10, 1977 (33 tuổi) | 282  | Left    | Right-arm offbreak           | Kvàurata    |
| 27    | Mahela Jayawardene (vc)   | 27 tháng 5, 1977 (33 tuổi)  | 332  | Right   | Right-arm medium             | Wayamba     |
| 23    | Tillakaratne Dilshan      | 14 tháng 10, 1976 (34 tuổi) | 194  | Right   | Right-arm offbreak           | Basnahira   |
| 26    | Dilhara Fernvào           | 19 tháng 7, 1979 (31 tuổi)  | 141  | Right   | Right-arm fast medium        | Kvàurata    |
| 78    | Rangana Herath            | 19 tháng 3, 1978 (32 tuổi)  | 11   | Left    | Slow left-arm orthodox       | Wayamba     |
| 16    | Chamara Kapugedera        | 24 tháng 2, 1987 (23 tuổi)  | 85   | Right   | Right-arm medium             | Kvàurata    |
| 92    | Nuwan Kulasekara          | 22 tháng 7, 1982 (28 tuổi)  | 83   | Right   | Right-arm fast medium        | Kvàurata    |
| 99    | Lasith Malinga            | 28 tháng 8, 1983 (27 tuổi)  | 77   | Right   | Right-arm fast               | Basnahira   |
| 69    | Angelo Mathews            | 2 tháng 6, 1987 (23 tuổi)   | 35   | Right   | Right-arm fast medium        | Basnahira   |
| 40    | Ajantha Mendis            | 11 tháng 3, 1985 (25 tuổi)  | 46   | Right   | Right-arm offbreak, Legbreak | Wayamba     |
| 08    | Muttiah Muralitharan      | 17 tháng 4, 1972 (38 tuổi)  | 341  | Right   | Right-arm offbreak           | Kvàurata    |
| 01    | Thisara Perera            | 3 tháng 4, 1989 (21 tuổi)   | 16   | Left    | Right-arm fast medium        | Basnahira   |
| 03    | Thilan Samaraweera        | 22 tháng 9, 1976 (34 tuổi)  | 44   | Right   | Right-arm offbreak           | Wayamba     |
| 05    | Chamara Silva             | 14 tháng 12, 1979 (31 tuổi) | 64   | Right   | Legbreak                     | Ruhuna      |
| 44    | Upul Tharanga (wk)        | 2 tháng 2, 1985 (26 tuổi)   | 112  | Left    | None                         | Ruhuna      |

### Zimbabwe
Huấn luyện viên:  Alan Butcher
| Số áo | Vận động viên         | Ngày sinh                   | ODIs | Batting | Kiểu ném                   | List A team         |
| ----- | --------------------- | --------------------------- | ---- | ------- | -------------------------- | ------------------- |
| 47    | Elton Chigumbura (c)  | 14 tháng 3, 1986 (24 tuổi)  | 122  | Right   | Right-arm Medium           | Southern Rocks      |
| 91    | Regis Chakabva        | 20 tháng 9, 1987 (23 tuổi)  | 5    | Right   | Right-arm Offbreak         | Mashonalvà Eagles   |
| 74    | Charles Coventry (wk) | 8 tháng 3, 1983 (27 tuổi)   | 34   | Right   | Right-arm Legbreak         | Matabelelvà Tuskers |
| 30    | Graeme Cremer         | 19 tháng 9, 1986 (24 tuổi)  | 37   | Right   | Right-arm Legbreak         | Mid West Rhinos     |
|       | Craig Ervine          | 19 tháng 8, 1985 (25 tuổi)  | 14   | Left    | Right-arm Offbreak         | Southern Rocks      |
|       | Terry Duffin1         | 20 tháng 3, 1982 (28 tuổi)  | 23   | Left    | Right-arm Medium           | Matabelelvà Tuskers |
|       | Greg Lamb             | 4 tháng 3, 1981 (29 tuổi)   | 9    | Right   | Right-arm Medium/ Offbreak | Mashonalvà Eagles   |
|       | Shingirai Masakadza   | 4 tháng 9, 1986 (24 tuổi)   | 6    | Right   | Right-arm Fast-medium      | Mountaineers        |
| 28    | Chris Mpofu           | 27 tháng 11, 1985 (25 tuổi) | 49   | Right   | Right-arm Fast-medium      | Matabelelvà Tuskers |
| 7     | Ray Price             | 12 tháng 6, 1976 (34 tuổi)  | 83   | Right   | Slow Left-arm Orthodox     | Mashonalvà Eagles   |
| 23    | Tinashe Panyangara2   | 21 tháng 10, 1985 (25 tuổi) | 23   | Right   | Right-arm Fast-medium      | Mountaineers        |
| 44    | Tatenda Taibu (wk)    | 14 tháng 5, 1983 (27 tuổi)  | 130  | Right   | Right-arm Offbreak         | Southern Rocks      |
| 1     | Brendan Taylor (wk)   | 6 tháng 2, 1986 (25 tuổi)   | 112  | Right   | Right-arm Offbreak         | Mid West Rhinos     |
| 52    | Prosper Utseya        | 26 tháng 3, 1985 (25 tuổi)  | 121  | Right   | Right-arm Offbreak         | Mountaineers        |
| 14    | Sean Williams         | 26 tháng 9, 1986 (24 tuổi)  | 45   | Left    | Slow Left-arm Orthodox     | Matabelelvà Tuskers |

1 Duffin & 2Panyangara thay thế Tino Mawoyo & Ed Rainsford bị chấn thương.

## Bảng B

### Bangladesh
Huấn luyện viên:  Jamie Siddons
| Số áo | Vận động viên        | Ngày sinh                   | ODIs | Batting | Kiểu ném               | List A team                    |
| ----- | -------------------- | --------------------------- | ---- | ------- | ---------------------- | ------------------------------ |
| 75    | Shakib Al Hasan (c)  | 24 tháng 3, 1987 (23 tuổi)  | 102  | Left    | Slow Left-Arm Orthodox | Khulna Division/Worcestershire |
| 9     | Mushfiqur Rahim (wk) | 1 tháng 9, 1988 (22 tuổi)   | 80   | Right   | None                   | Rajshahi Division              |
| 29    | Tamim Iqbal          | 20 tháng 3, 1989 (21 tuổi)  | 76   | Left    | Slow Left-Arm Orthodox | Chittagong Division            |
| 62    | Imrul Kayes          | 2 tháng 2, 1987 (24 tuổi)   | 30   | Left    | Left-Arm Off-Break     | Khulna Division                |
| 31    | Junaid Siddique      | 30 tháng 10, 1987 (23 tuổi) | 46   | Left    | Left-Arm Off-Break     | Rajshahi Division              |
| 42    | Shahriar Nafees      | 25 tháng 1, 1986 (25 tuổi)  | 64   | Left    | Slow Left-Arm Orthodox | Barisal Division               |
| 7     | Mohammad Ashraful    | 7 tháng 7, 1984 (26 tuổi)   | 164  | Right   | Right-Arm Leg-Break    | Dhaka Division                 |
| 71    | Raqibul Hasan        | 8 tháng 10, 1987 (23 tuổi)  | 49   | Right   | Right-Arm Leg-Break    | Barisal Division               |
| 30    | Mahmudullah          | 4 tháng 2, 1986 (25 tuổi)   | 61   | Right   | Right-Arm Off-Break    | Dhaka Division                 |
| 77    | Naeem Islam          | 31 tháng 12, 1986 (24 tuổi) | 40   | Right   | Right-Arm Off-Break    | Rajshahi Division              |
| 13    | Shafiul Islam        | 6 tháng 10, 1989 (21 tuổi)  | 23   | Right   | Right-Arm Medium-Fast  | Rajshahi Division              |
| 34    | Rubel Hossain        | 1 tháng 1, 1990 (21 tuổi)   | 21   | Right   | Right-Arm Medium-Fast  | Chittagong Division            |
| 41    | Abdur Razzak         | 15 tháng 6, 1982 (28 tuổi)  | 111  | Left    | Slow Left-Arm Orthodox | Khulna Division                |
| 46    | Suhrawadi Shuvo      | 21 tháng 11, 1988 (22 tuổi) | 11   | Left    | Slow Left-Arm Orthodox | Rajshahi Division              |
| 90    | Nazmul Hossain       | 5 tháng 10, 1987 (23 tuổi)  | 34   | Right   | Right-Arm Medium-Fast  | Rajshahi Division              |

### England
Huấn luyện viên:  Andy Flower
| Số áo | Vận động viên     | Ngày sinh                   | ODIs | Batting | Kiểu ném               | List A team       |
| ----- | ----------------- | --------------------------- | ---- | ------- | ---------------------- | ----------------- |
| 14    | vàrew Strauss (c) | 2 tháng 3, 1977 (33 tuổi)   | 114  | Left    | Left-arm Medium        | Middlesex         |
| 23    | Matt Prior (wk)   | 26 tháng 2, 1982 (28 tuổi)  | 55   | Right   | None                   | Sussex / Victoria |
| 9     | James vàerson     | 30 tháng 7, 1982 (28 tuổi)  | 133  | Left    | Right-arm Fast-medium  | Lancashire        |
| 7     | Ian Bell          | 11 tháng 4, 1982 (28 tuổi)  | 84   | Right   | Right-arm Medium       | Warwickshire      |
| 42    | Ravi Bopara1      | 4 tháng 5, 1985 (25 tuổi)   | 54   | Right   | Right-arm Medium       | Essex             |
| 20    | Tim Bresnan       | 28 tháng 2, 1985 (25 tuổi)  | 34   | Right   | Right-arm Fast-medium  | Yorkshire         |
| 8     | Stuart Broad      | 24 tháng 6, 1986 (24 tuổi)  | 73   | Left    | Right-arm Fast-medium  | Nottinghamshire   |
| 5     | Paul Collingwood  | 26 tháng 5, 1976 (34 tuổi)  | 189  | Right   | Right-arm Medium       | Durham            |
| 24    | Kevin Pietersen   | 27 tháng 6, 1980 (30 tuổi)  | 103  | Right   | Right-arm Offbreak     | Surrey            |
| 13    | Ajmal Shahzad     | 27 tháng 7, 1985 (25 tuổi)  | 5    | Right   | Right-arm Fast-medium  | Yorkshire         |
| 66    | Graeme Swann      | 24 tháng 3, 1979 (31 tuổi)  | 44   | Right   | Right-arm Offbreak     | Nottinghamshire   |
| 53    | James Tredwell    | 27 tháng 2, 1982 (28 tuổi)  | 2    | Left    | Right-arm Offbreak     | Kent              |
| 4     | Jonathan Trott    | 22 tháng 4, 1981 (29 tuổi)  | 12   | Right   | Right-arm Medium       | Warwickshire      |
| 6     | Luke Wright       | 7 tháng 3, 1985 (25 tuổi)   | 42   | Right   | Right-arm Medium       | Sussex            |
| 40    | Michael Yardy     | 27 tháng 11, 1980 (30 tuổi) | 20   | Left    | Slow Left-arm Orthodox | Sussex            |

1 Ravi Bopara thay thế Eoin Morgan bị chấn thương.

### India
Huấn luyện viên:  Gary Kirsten
| Số áo | Vận động viên                 | Ngày sinh                   | ODIs | Batting | Kiểu ném               | List A team   |
| ----- | ----------------------------- | --------------------------- | ---- | ------- | ---------------------- | ------------- |
| 7     | Mahendra Singh Dhoni (wk) (c) | 7 tháng 7, 1981 (29 tuổi)   | 177  | Right   | Right-arm medium       | Jharkhvà      |
|       | Virender Sehwag (vc)          | 20 tháng 10, 1978 (32 tuổi) | 228  | Right   | Right-arm offbreak     | Delhi         |
| 5     | Gautam Gambhir                | 14 tháng 10, 1981 (29 tuổi) | 105  | Left    | Right-arm legbreak     | Delhi         |
| 10    | Sachin Ramesh Tendulkar       | 24 tháng 4, 1973 (37 tuổi)  | 444  | Right   | Right arm leg break    | Mumbai        |
| 12    | Yuvraj Singh                  | 12 tháng 12, 1981 (29 tuổi) | 265  | Left    | Slow left-arm orthodox | Punjab        |
| 48    | Suresh Raina                  | 27 tháng 11, 1986 (24 tuổi) | 110  | Left    | Right-arm offbreak     | Uttar Pradesh |
| 18    | Virat Kohli                   | 5 tháng 11, 1988 (22 tuổi)  | 45   | Right   | Right-arm medium       | Delhi         |
| 28    | Yusuf Pathan                  | 17 tháng 11, 1982 (28 tuổi) | 45   | Right   | Right-arm offbreak     | Baroda        |
| 34    | Zaheer Khan                   | 7 tháng 10, 1978 (32 tuổi)  | 182  | Right   | Left-arm fast-medium   | Mumbai        |
| 3     | Harbhajan Singh               | 3 tháng 7, 1980 (30 tuổi)   | 217  | Right   | Right-arm offbreak     | Punjab        |
| 64    | Ashish Nehra                  | 29 tháng 4, 1979 (31 tuổi)  | 116  | Right   | Left-arm medium fast   | Delhi         |
| 13    | Munaf Patel                   | 12 tháng 7, 1983 (27 tuổi)  | 71   | Right   | Right-arm medium fast  | Baroda        |
| 36    | Sreesanth1                    | 6 tháng 2, 1983 (28 tuổi)   | 51   | Right   | Right-arm medium fast  | Kerala        |
| 11    | Piyush Chawla                 | 24 tháng 12, 1988 (22 tuổi) | 21   | Left    | Right-arm legbreak     | Delhi         |
| 99    | Ravichvàran Ashwin            | 17 tháng 9, 1986 (24 tuổi)  | 7    | Right   | Right-arm offbreak     | Tamil Nadu    |

1 Sreesanth thay thế Praveen Kumar bị chấn thương.

### Ireland
Huấn luyện viên:  Phil Simmons
| Số áo | Vận động viên           | Ngày sinh                   | ODIs | Batting | Kiểu ném               | Câu lạc bộ          |
| ----- | ----------------------- | --------------------------- | ---- | ------- | ---------------------- | ------------------- |
|       | William Porterfield (c) | 6 tháng 9, 1984 (26 tuổi)   | 44   | Left    | Right-arm Offbreak     | Gloucestershire     |
|       | Gary Wilson (wk)        | 5 tháng 2, 1986 (25 tuổi)   | 25   | Right   | None                   | Surrey              |
|       | vàre Botha              | 12 tháng 9, 1975 (35 tuổi)  | 40   | Left    | Right-arm Medium       | North County        |
|       | Alex Cusack             | 29 tháng 10, 1980 (30 tuổi) | 31   | Right   | Right-arm Medium       | Clontarf            |
|       | George Dockrell         | 22 tháng 7, 1992 (18 tuổi)  | 16   | Right   | Slow Left-arm Orthodox | Somerset            |
|       | Trent Johnston          | 29 tháng 4, 1974 (36 tuổi)  | 47   | Right   | Right-arm Medium-fast  | Railway Union       |
|       | Nigel Jones             | 22 tháng 4, 1982 (28 tuổi)  | 11   | Right   | Right-arm Medium       | Civil Service North |
|       | Ed Joyce                | 22 tháng 9, 1978 (32 tuổi)  | 17   | Left    | Right-arm Medium       | Sussex              |
|       | John Mooney             | 10 tháng 2, 1982 (29 tuổi)  | 29   | Left    | Right-arm Medium       | North County        |
|       | Kevin O'Brien           | 4 tháng 3, 1984 (26 tuổi)   | 52   | Right   | Right-arm Medium       | Nottinghamshire     |
|       | Niall O'Brien(wk)       | 8 tháng 11, 1981 (29 tuổi)  | 40   | Left    | None                   | Northamptonshire    |
|       | Boyd Rankin             | 5 tháng 7, 1984 (26 tuổi)   | 23   | Left    | Right-arm Fast-medium  | Warwickshire        |
|       | Paul Stirling           | 3 tháng 9, 1990 (20 tuổi)   | 23   | Right   | Right-arm Offbreak     | Middlesex           |
|       | Albert van der Merwe    | 1 tháng 6, 1979 (31 tuổi)   | 8    | Right   | Right-arm Offbreak     | The Hills           |
|       | vàrew White             | 3 tháng 7, 1980 (30 tuổi)   | 49   | Right   | Right-arm Offbreak     | Northamptonshire    |

### Netherlands
Huấn luyện viên:  Peter Drinnen
| Số áo | Vận động viên       | Ngày sinh                   | ODIs | Batting | Kiểu ném               | Câu lạc bộ          |
| ----- | ------------------- | --------------------------- | ---- | ------- | ---------------------- | ------------------- |
| 83    | Peter Borren (c)    | 21 tháng 8, 1983 (27 tuổi)  | 39   | Right   | Right-arm Medium       | VRA Amsterdam       |
| 4     | Adeel Raja          | 15 tháng 8, 1980 (30 tuổi)  | 19   | Right   | Right-arm Offbreak     | VRA Amsterdam       |
| 2     | Wesley Barresi (wk) | 3 tháng 5, 1984 (26 tuổi)   | 9    | Right   | None                   | VRA Amsterdam       |
| 7     | Mudassar Bukhari    | 26 tháng 12, 1983 (27 tuổi) | 27   | Right   | Right-arm Fast-medium  | Ajax CC             |
| 82    | Atse Buurman (wk)   | 21 tháng 3, 1982 (28 tuổi)  | 15   | Right   | None                   | VRA Amsterdam       |
| 26    | Tom Cooper          | 26 tháng 11, 1986 (24 tuổi) | 10   | Right   | Right-arm Offbreak     | South Australia     |
| 99    | Tom de Grooth       | 14 tháng 5, 1979 (31 tuổi)  | 22   | Right   | Right-arm Offbreak     | HCC Den Haag        |
| 85    | Alexei Kervezee     | 11 tháng 9, 1989 (21 tuổi)  | 30   | Right   | Right-arm Medium       | Worcestershire      |
|       | Bradley Kruger      | 17 tháng 9, 1988 (22 tuổi)  | 4    | Right   | Right-arm Fast-medium  | Leeds/Bradford UCCE |
|       | Bernard Loots       | 19 tháng 4, 1979 (31 tuổi)  | 3    | Right   | Right-arm Medium       | HCC Den Haag        |
| 3     | Pieter Seelaar      | 2 tháng 7, 1987 (23 tuổi)   | 21   | Right   | Slow Left-arm Orthodox | Hermes DVS          |
| 13    | Eric Szwarczynski   | 13 tháng 2, 1983 (28 tuổi)  | 30   | Right   | None                   | VRA Amsterdam       |
| 22    | Ryan ten Doeschate  | 30 tháng 6, 1980 (30 tuổi)  | 27   | Right   | Right-arm Fast-medium  | Essex / Tasmania    |
|       | Berend Westdijk     | 5 tháng 3, 1985 (25 tuổi)   | 0    | Right   | Right-arm Medium       | HBS Craeyenhout     |
| 33    | Bas Zuiderent       | 3 tháng 3, 1977 (33 tuổi)   | 53   | Right   | Right-arm Medium       | VRA Amsterdam       |

### South Africa
Huấn luyện viên:  Corrie van Zyl
| Số áo | Vận động viên       | Ngày sinh                   | ODIs | Batting | Kiểu ném               | List A team |
| ----- | ------------------- | --------------------------- | ---- | ------- | ---------------------- | ----------- |
| 15    | Graeme Smith (c)    | 1 tháng 2, 1981 (30 tuổi)   | 163  | Left    | Right arm Offbreak     | Cape Cobras |
| 17    | AB de Villiers (wk) | 17 tháng 2, 1984 (27 tuổi)  | 112  | Right   | Right-arm Medium       | Titans      |
| 1     | Hashim Amla         | 31 tháng 3, 1983 (27 tuổi)  | 40   | Right   | Right-arm Medium       | Dolphins    |
| 22    | Johan Botha         | 2 tháng 5, 1982 (28 tuổi)   | 67   | Right   | Right-arm Offbreak     | Warriors    |
| 21    | JP Duminy           | 14 tháng 4, 1984 (26 tuổi)  | 54   | Left    | Right-arm Offbreak     | Cape Cobras |
| 18    | Francois du Plessis | 13 tháng 7, 1984 (26 tuổi)  | 3    | Right   | Right-arm Legbreak     | Titans      |
| 41    | Colin Ingram        | 3 tháng 7, 1985 (25 tuổi)   | 11   | Left    | None                   | Warriors    |
| 3     | Jacques Kallis      | 16 tháng 10, 1975 (35 tuổi) | 307  | Right   | Right-arm Fast Medium  | Cape Cobras |
| 65    | Morne Morkel        | 6 tháng 10, 1984 (26 tuổi)  | 36   | Left    | Right-arm Fast         | Titans      |
| 36    | Wayne Parnell       | 30 tháng 7, 1989 (21 tuổi)  | 18   | Left    | Left-arm Fast Medium   | Warriors    |
| 13    | Robin Peterson      | 4 tháng 8, 1979 (31 tuổi)   | 38   | Left    | Slow Left-arm Orthodox | Warriors    |
| 8     | Dale Steyn          | 27 tháng 6, 1983 (27 tuổi)  | 46   | Right   | Right-arm Fast         | Titans      |
| 6     | Imran Tahir         | 27 tháng 3, 1979 (31 tuổi)  | 0    | Right   | Right-arm Legbreak     | Dolphins    |
| 68    | Lonwabo Tsotsobe    | 7 tháng 3, 1984 (26 tuổi)   | 17   | Right   | Left-arm Fast Medium   | Warriors    |
| 44    | Morne van Wyk (wk)  | 20 tháng 3, 1979 (31 tuổi)  | 6    | Right   | None                   | Knights     |

### West Indies
Huấn luyện viên:  Ottis Gibson
| Số áo | Vận động viên         | Ngày sinh                   | ODIs | Batting | Kiểu ném               | List A team                          |
| ----- | --------------------- | --------------------------- | ---- | ------- | ---------------------- | ------------------------------------ |
| 88    | Darren Sammy (c)      | 20 tháng 12, 1983 (27 tuổi) | 43   | Right   | Right-arm Fast-medium  | Windward Islvàs                      |
| 35    | Devon Thomas1 (wk)    | 12 tháng 11, 1989 (21 tuổi) | 2    | Right   | None                   | Leeward Islvàs                       |
|       | Kirk Edwards2         | 3 tháng 11, 1984 (26 tuổi)  |      | Right   | Right-arm Offbreak     | Barbados                             |
| 62    | Sulieman Benn         | 22 tháng 7, 1981 (29 tuổi)  | 18   | Left    | Slow Left-arm Orthodox | Barbados                             |
| 47    | Dwayne Bravo          | 7 tháng 10, 1983 (27 tuổi)  | 107  | Right   | Right-arm Medium-fast  | Trinidad và Tobago / Victoria        |
| 46    | Darren Bravo          | 6 tháng 2, 1989 (22 tuổi)   | 10   | Left    | Right-arm Medium-fast  | Trinidad và Tobago                   |
| 6     | Shivnarine Chvàerpaul | 16 tháng 8, 1974 (36 tuổi)  | 261  | Left    | Right-arm Legbreak     | Guyana                               |
| 45    | Chris Gayle           | 21 tháng 9, 1979 (31 tuổi)  | 220  | Left    | Right-arm Offbreak     | Jamaica / Western Australia          |
| 33    | Nikita Miller         | 16 tháng 5, 1982 (28 tuổi)  | 33   | Right   | Slow Left-arm Orthodox | Jamaica                              |
| 55    | Kieron Pollard        | 12 tháng 5, 1987 (23 tuổi)  | 30   | Right   | Right-arm Medium-fast  | Trinidad và Tobago / South Australia |
| 14    | Ravi Rampaul          | 15 tháng 10, 1984 (26 tuổi) | 50   | Left    | Right-arm Fast-medium  | Trinidad và Tobago                   |
| 24    | Kemar Roach           | 30 tháng 6, 1988 (22 tuổi)  | 13   | Right   | Right-arm Fast         | Barbados                             |
|       | vàre Russell          | 29 tháng 4, 1988 (22 tuổi)  | 0    | Right   | Right-arm Fast         | Jamaica                              |
| 53    | Ramnaresh Sarwan      | 23 tháng 6, 1980 (30 tuổi)  | 156  | Right   | Right-arm Legbreak     | Guyana                               |
| 28    | Devon Smith           | 21 tháng 10, 1981 (29 tuổi) | 32   | Left    | Right-arm Offbreak     | Windward Islvàs                      |

1,2 Thomas và Edwards thay thế Carlton Baugh và Adrian Barath những người bị chấn thương.

## Liên kết khác
- Cricinfo: ICC Cricket World Cup squad listings
- worldcupofcricket: 2011 Cricket World Cup Squads Lưu trữ ngày 31 tháng 1 năm 2011 tại Wayback Machine

Bản mẫu:2011 Cricket World Cup
Bản mẫu:Cricket World Cup